# Скрантънско езеро
„Скрантън“ е язовир в окръг Лакауана, щата Пенсилвания, САЩ.
Създадена е лекоатлетическа писта около него, дълга 3,5 мили. Язовирът е построен в началото на 1900-те години. Езерото граничи с Източната част на планината и Скрантън, Пенсилвания. Собственост е на Пенсилванската американска водна компания, която снабдява града с питейна вода.

## История
Язовирът е построен от Уилям Уокър Скрантън през 1898 г., и се е наричал „Язовир Изгореният мост“, въпреки че в гражданите го наричат „Езерото Скрантън“.
Езерото „Скрантън“ е включено в сезон 3, епизод 22, на „Офиса“, наречен „Плажни игри“. Героят, който играе Стийв Карел в шоуто, погрешно нарича езерото „Осмото най-голямо в Америка“.